# Nazyvaïevsk
Nazyvaïevsk (en russe : Называевск) est une ville de l'oblast d'Omsk, en Russie, et le centre administratif du raïon Nazyvaïevski. Sa population s'élevait à 11 481 habitants en 2013.

## Géographie
Nazyvaïevsk se trouve à 146 km au nord-ouest d'Omsk et à 2 097 km à l'est de Moscou
.

## Histoire
La localité est née en 1911 dans le cadre de la construction de la section Tioumen – Omsk de la route nord du Transsibérien. Lors de l'ouverture de la ligne, en 1913, la gare reçoit le nom de Nazyvaïevskaïa, emprunté à un village situé 12 km au sud, Nazyvaïevka (d'après le patronyme Nazyvaïev, aujourd'hui Staronarzyvievka, c'est-à-dire Vieux-Nazyvievka) et la localité proprement dite est nommée Sibirski Possad. Après 1917, elle devient Sibirskoïe et Nazyvaïevka en 1933. En 1947, la localité devient Novo-Nazyvaïevka (c'est-à-dire Nouveau-Nazyvaïevka) et reçoit le statut de commune urbaine. En 1956 enfin, Novo-Nazyvaïevka devient Nazyvaïevsk et reçoit le statut de ville.

## Population
Recensements (*) ou estimations de la population
| 1939*  | 1959*  | 1970*  | 1979*  | 1989*  |
| ------ | ------ | ------ | ------ | ------ |
| 10 200 | 16 494 | 15 792 | 14 164 | 14 416 |

| 2002*  | 2006   | 2010*  | 2012   | 2013   |
| ------ | ------ | ------ | ------ | ------ |
| 13 012 | 12 578 | 11 615 | 11 513 | 11 481 |

## Transports
Nazyvaïevsk est aujourd'hui un carrefour ferroviaire sur le Transsibérien, au kilomètre 2562 depuis Moscou.